# Sala del Tesoro di San Domenico Maggiore
La Sala degli Arredi Sacri, meglio nota come Sala del Tesoro per le immense ricchezze che ha custodito durante i secoli, è situata nella sacrestia di San Domenico Maggiore di Napoli.

## Descrizione
La sala, arredata con maestosi armadi in noce del 1749, espone paramenti e oggetti sacri di raro valore storico, artistico e culturale, nonché i preziosi abiti ritrovati nelle tombe dei sovrani e dei nobili napoletani, un vero e proprio spaccato del costume quattro-cinquecentesco.
La Sala del Tesoro per lungo tempo è stata chiusa, ma dal 2000 è tornata alla piena fruibilità da parte di cittadini e turisti recuperando la sua vocazione di importante attrattore culturale dell'area del centro storico di Napoli.
Questo ambiente, entro cui si accede dall'attigua Sagrestia tramite una pregevole porta lignea intagliata della seconda metà del XVI secolo (attribuita a Cosimo Fanzago), fu costruito nel 1690 per custodire una serie ormai perduta di ricchissimi oggetti dei domenicani e le teche di argento massiccio che contenevano, con i cuori di Carlo II d'Angiò, Alfonso I di Aragona e Ferdinando II di Aragona, preziose testimonianze storiche di cui si persero le tracce durante l'occupazione francese degli inizi dell'Ottocento. 
All'interno della Sala del Tesoro, nei monumentali armadi elegantemente intagliati e decorati, si può ammirare una vera e propria mostra permanente relativa a oggetti regali e arredi sacri articolata in quattro sezioni. La decorazione delle ante è opera dell'ebanista Francesco Antonio Picchiatti ed è realizzata seguendo lo stile del pavimento, realizzato in cotto maiolicato dai fratelli Donato e Giuseppe Massa, autori anche del Chiostro di Santa Chiara a Napoli.  

### Arche Aragonesi
La prima sezione espone accessori e abiti dei sovrani e dei nobili aragonesi recuperati dalle Arche esposte in Sagrestia.
Alla fine degli anni ottanta del Novecento, gli abiti datati tra il XV e XVI secolo, che erano indosso alle mummie sistemate nelle arche sepolcrali custodite nell'adiacente Sagrestia, furono prelevati dai corpi, restaurati e successivamente esposti. La storia del costume del Quattrocento è ricostruita attraverso gli abiti in damasco, veli e cuscini in seta, pugnali e stemmi della famiglia aragonese e di alcuni membri della nobiltà di corte.
I reperti esposti principali: il cuscino avorio di Ferdinando I di Aragona, detto Ferrante, (secolo XV) con trama in seta e argento su cui è ricamato un guanto nero e il motto benaugurante Juvat; il cuscino in pelle di capra e parte del fodero e pugnale di re Ferdinando II di Aragona, detto Ferrandino, (XV secolo) rifinito ai quattro angoli con fiocchi di cuoio e imbottito di lana. Su di esso sono ancora oggi evidenti i segni dell'incendio che divampò in chiesa nel 1506 e i grossolani rattoppi che non sono stati realizzati durante i restauri, ma probabilmente all'epoca del sovrano; l'abito giallo ocra in damasco di Isabella Sforza di Aragona con lunghi nastri di seta per legare le maniche al corpetto con scollatura quadrata. 
La gonnella è lunga 103 cm e ampia 480 cm, con decorazione a tralci di vite che dipartono da un melograno, e presenta una balza nel bustino che veniva imbottito con lana per ottenere un girovita più tornito, seguendo l'ideale di bellezza dell'epoca; l'abito avorio in raso di Pietro d'Aragona decorato con nastri di velluto posti orizzontalmente e cappello in velluto di color giallo oro; l'abito in velluto marrone (corpetto e calzoncini) appartenente, probabilmente, a Fernando Francesco d'Avalos (marito della poetessa del Cinquecento Vittoria Colonna); l'ampio abito avorio in taffetà e gros di Maria d'Aragona (XVI) e il turbante interamente di lino ritrovato sul suo capo; diverse vesti e calzature di fanciulle e bambini nobili, morti soprattutto a causa delle epidemie di peste, splendidamente conservate.

### Le processioni
La seconda sezione, sulla parete nord-ovest, è caratterizzata da busti di santi domenicani in cartapesta, legno e lamina argentea che venivano portati in processione durante le feste religiose del Settecento e Ottocento.
In ordine si possono ammirare: il busto di san Vincenzo Ferreri protettore dei costruttori, san Giacinto, la statua san Pietro Martire rappresentato con una mannaia sulla testa in quanto, secondo le agiografie, dopo la sua conversione al cristianesimo fu ucciso in questo modo. 
Nei due armadi centrali (posti uno di fronte all'altro) sono esposti i raffinati panni ricamati su tela di lino con sete e oro filato che rappresentano la virtù della Castità (raffigurante una splendida figura femminile nell'atto di accarezzare un unicorno, animale fantastico che, secondo la leggenda, poetava essere toccato soltanto da fanciulle caste) e il Carro del Sole (soggetto di singolare mistione fra religione e mitologia). Questi grandissimi panni fanno parte di un gruppo di panni dedicati alle Storie e alle Virtù di san Tommaso d'Aquino che furono donati nel 1799 all'Ordine dei Domenicani da Vincenza Maria d’Aquino Pico che li fece realizzare per onorare il suo antenato Tommaso D'Aquino. I panni furono realizzati dai ricamatori napoletani nel 1669–1685 circa e un tempo furono adoperati dai padri domenicani come decorazioni parietali nelle ricorrenze di san Tommaso.
La serie era composta da sei panni: oltre alla Castità e al Carro del Sole esposti nella sala, la Benevolenza, la Grazia divina, l’Umiltà e la Pace che abbraccia la Giustizia. Questi panni sono contrassegnati da solenni figure circondate da ricche composizioni di fiori, interpretate in chiave barocca. La raffinatezza della tecnica impiegata indica che ad eseguirli furono degli artisti ricamatori che interpretarono le figurazioni e le elaborate cornici floreali adoperando il punto pittura, così detto per via degli effetti di chiaroscuro che consentiva di raggiungere. Altri busti in cartapesta presenti sono quelli di Santa Agnese, patrona delle vergini e delle fidanzate; Raimondo di Pennafort, primo dottore in diritto canonico; il busto di san Luigi Bertrando col calice da cui fuoriesce un serpente che ne ricorda lo sventato pericolo di avvelenamento. 

### Il Tesoro
La terza sezione custodisce gli apparati liturgici più preziosi che i frati domenicani possedevano: una magnifica collezione di piviali e pianete in sete policrome, fili d'argento e oro, splendidi paliotti d'altare settecenteschi, palmette floreali in madreperla, reliquari, ostensori, candelabri. 
Tra gli esemplari di maggior valore c'è la splendida pianeta in lampasso broccato di manifattura francese risalente al XVIII secolo, ricamata con fili d'argento e rifiniture in oro; la tonacella (fine XVIII secolo) color pesca proveniente dai celebri setifici di San Leucio; un bellissimo paliotto d'altare (XVIII secolo) con figura di san Tommaso d'Aquino su una placca d'argento con cornice in madreperla; uno straordinario paliotto d'altare (XVIII secolo) in tessuto broccato ricamato con fili d'argento e sete policrome su raso avorio che raffigura la Madonna e San Domenico entro il medaglione centrale dal quale diparte una serie di tondi con i Misteri del Rosario; il braccio reliquario con il dito di San Biagio taumaturgo per le malattie della gola, un crocefisso in legno dorato; un cuore, forse di un nobile napoletano, riposto in una retina d'argento e conservato all'interno di un reliquiario.

### Gli arredi sacri
La quarta e ultima sezione mostra gli oggetti che in passato abbellivano i luoghi sacri della basilica e delle funzioni religiose. Una grande suggestione visiva si evince da due busti del XVIII: quello di papa Pio V, promotore della storica battaglia di Lepanto del 1571 e quello di san Domenico, fondatore dell'ordine domenicano rappresentato con i classici attributi iconografici: la stella sulla fronte, il cane che corre con una torcia in bocca e una chiesa. 
Tra gli ultimi esemplari esposti in questa sezione: uno straordinario crocifisso in cristallo di rocca e bronzo dorato, splendidi vasi in legno e lamina con fiori in palme di madreperla e preziosi candelieri in lega di rame argentato del XIX secolo. 
Dallo studio di tutti questi reperti conservati nella Sala del Tesoro si può avere una chiara idea di come Napoli avesse conseguito una leadership europea nell'artigianato e nei mestieri legati all'abbigliamento sin dal medioevo "la seta fu nei secoli XVI e XVII una delle voci attive di maggiore consistenza nel bilancio commerciale del Regno e ancora nei secoli XVIII e XIX i dati disponibili dimostrano che le attività di produzione e di commercio della seta mantenevano una posizione di rilievo nell'economia del Regno delle Due Sicilie". Dunque anche nel settore dei tessuti d'arte Napoli ha conservato, per lungo tempo, il primato di “città gentile” e il contenuto della Sala del Tesoro, sebbene poco conosciuto, testimonia questo primato al di là di ogni ragionevole dubbio.
Dal 2017 in questa sezione è esposto il Salvator Mundi, dipinto proveniente dalla Cappella dei Muscettola ubicata nella controfacciata della Basilica, la cui iconografia riprende quella di un'omologa opera di Leonardo Da Vinci.